# 天津水师学堂
天津水师学堂，又名北洋水师学堂，由直隶总督兼北洋大臣李鸿章创办于1881年。
光绪六年（1880年）七月二十一日，李鸿章上奏朝廷，在天津建立一所现代化的水师学堂，这是为建立北洋舰队所做的另一项准备工作。因为恭亲王的鼎力支持，李鸿章
很快就得到了允准。 李鸿章任命吴赞诚督办水师学堂，具体负责办学事宜。1881年校舍落成，校址在天津卫城东三里天津机器局。
1900年八国联军入侵后停办。严复曾在这里任教和担任总办。

## 校友
该校毕业生有中华民国大总统黎元洪、教育家张伯苓、实业家庄乐峰等。